# Grand Prix Itálie 1993
Grand Prix Itálie 1993 (LXIV Gran Premio Vodafone d'Italia), 13. závod 44. ročníku mistrovství světa jezdců Formule 1 a 35. ročníku poháru konstruktérů, historicky již 545. grand prix, se již tradičně odehrála na okruhu v Monze.

## Výsledky

### Kvalifikace
| Pořadí | Číslo | Pilot                | Konstruktér           | Čas      | Odstup  |
| ------ | ----- | -------------------- | --------------------- | -------- | ------- |
| 1      | 2     | Alain Prost          | Williams-Renault      | 1:21.179 | -       |
| 2      | 0     | Damon Hill           | Williams-Renault      | 1:21.491 | + 0.318 |
| 3      | 27    | Jean Alesi           | Ferrari               | 1:21.986 | + 0.807 |
| 4      | 8     | Ayrton Senna         | McLaren-Ford          | 1:22.633 | + 1.454 |
| 5      | 5     | Michael Schumacher   | Benetton-Ford         | 1:22.910 | + 1.731 |
| 6      | 28    | Gerhard Berger       | Ferrari               | 1:23.150 | + 1.971 |
| 7      | 12    | Johnny Herbert       | Lotus-Ford            | 1:23.769 | + 2.590 |
| 8      | 10    | Aguri Suzuki         | Footwork-Mugen-Honda  | 1:23.856 | + 2.677 |
| 9      | 7     | Michael Andretti     | McLaren-Ford          | 1:23.899 | + 2.720 |
| 10     | 6     | Riccardo Patrese     | Benetton-Ford         | 1:23.918 | + 2.739 |
| 11     | 9     | Derek Warwick        | Footwork-Mugen-Honda  | 1:24.048 | + 2.869 |
| 12     | 25    | Martin Brundle       | Ligier-Renault        | 1:24.137 | + 2.958 |
| 13     | 30    | Jyrki Järvilehto     | Sauber-Ilmor          | 1:24.298 | + 3.119 |
| 14     | 26    | Mark Blundell        | Ligier-Renault        | 1:24.344 | + 3.165 |
| 15     | 29    | Karl Wendlinger      | Sauber-Ilmor          | 1:24.473 | + 3.294 |
| 16     | 19    | Philippe Alliot      | Larrousse-Lamborghini | 1:24.807 | + 3.628 |
| 17     | 3     | Ukjó Katajama        | Tyrrell-Yamaha        | 1:24.886 | + 3.707 |
| 18     | 4     | Andrea de Cesaris    | Tyrrell-Yamaha        | 1:24.916 | + 3.737 |
| 19     | 14    | Rubens Barrichello   | Jordan-Hart           | 1:25.144 | + 3.965 |
| 20     | 20    | Érik Comas           | Larrousse-Lamborghini | 1:25.257 | + 4.078 |
| 21     | 21    | Michele Alboreto     | Lola-Ferrari          | 1:25.368 | + 4.189 |
| 22     | 24    | Pierluigi Martini    | Minardi-Ford          | 1:25.478 | + 4.299 |
| 23     | 15    | Marco Apicella       | Jordan-Hart           | 1:25.672 | + 4.493 |
| 24     | 23    | Christian Fittipaldi | Minardi-Ford          | 1:25.699 | + 4.520 |
| 25     | 22    | Luca Badoer          | Lola-Ferrari          | 1:25.957 | + 4.778 |
| 26     | 11    | Pedro Lamy           | Lotus-Ford            | 1:26.324 | + 5.145 |

### Závod
| Pořadí | Číslo | Jezdec               | Konstruktér           | Kola | Čas/odstoupení | Start | Body |
| ------ | ----- | -------------------- | --------------------- | ---- | -------------- | ----- | ---- |
| 1      | 0     | Damon Hill           | Williams-Renault      | 53   | 1:17:07.509    | 2     | 10   |
| 2      | 27    | Jean Alesi           | Ferrari               | 53   | +40.012        | 3     | 6    |
| 3      | 7     | Michael Andretti     | McLaren-Ford          | 52   | +1 kolo        | 9     | 4    |
| 4      | 29    | Karl Wendlinger      | Sauber-Ilmor          | 52   | +1 kolo        | 15    | 3    |
| 5      | 6     | Riccardo Patrese     | Benetton-Ford         | 52   | +1 kolo        | 10    | 2    |
| 6      | 20    | Érik Comas           | Larrousse-Lamborghini | 52   | +1 kolo        | 20    | 1    |
| 7      | 24    | Pierluigi Martini    | Minardi-Ford          | 51   | +2 kola        | 22    |      |
| 8      | 23    | Christian Fittipaldi | Minardi-Ford          | 51   | +2 kola        | 24    |      |
| 9      | 19    | Philippe Alliot      | Larrousse-Lamborghini | 51   | +2 kola        | 16    |      |
| 10     | 22    | Luca Badoer          | Lola-Ferrari          | 51   | +2 kola        | 25    |      |
| 11     | 11    | Pedro Lamy           | Lotus-Ford            | 49   | Elektronika    | 26    |      |
| 12     | 2     | Alain Prost          | Williams-Renault      | 48   | Motor          | 1     |      |
| 13     | 4     | Andrea de Cesaris    | Tyrrell-Yamaha        | 47   | Tlak oleje     | 18    |      |
| 14     | 3     | Ukjó Katajama        | Tyrrell-Yamaha        | 47   | +6 kol         | 17    |      |
| Ret    | 21    | Michele Alboreto     | Lola-Ferrari          | 23   | Zavěšení       | 21    |      |
| Ret    | 5     | Michael Schumacher   | Benetton-Ford         | 21   | Motor          | 5     |      |
| Ret    | 26    | Mark Blundell        | Ligier-Renault        | 20   | Vyjetí z tratě | 14    |      |
| Ret    | 28    | Gerhard Berger       | Ferrari               | 15   | Zavěšení       | 6     |      |
| Ret    | 12    | Johnny Herbert       | Lotus-Ford            | 14   | Vyjetí z tratě | 7     |      |
| Ret    | 25    | Martin Brundle       | Ligier-Renault        | 8    | Kolize         | 12    |      |
| Ret    | 8     | Ayrton Senna         | McLaren-Ford          | 8    | Kolize         | 4     |      |
| Ret    | 10    | Aguri Suzuki         | Footwork-Mugen-Honda  | 0    | Kolize         | 8     |      |
| Ret    | 9     | Derek Warwick        | Footwork-Mugen-Honda  | 0    | Kolize         | 11    |      |
| Ret    | 30    | Jyrki Järvilehto     | Sauber-Ilmor          | 0    | Kolize         | 13    |      |
| Ret    | 14    | Rubens Barrichello   | Jordan-Hart           | 0    | Kolize         | 19    |      |
| Ret    | 15    | Marco Apicella       | Jordan-Hart           | 0    | Kolize         | 23    |      |

## Průběžné pořadí šampionátu
Pohár jezdců
| Pořadí | Jezdec             | Body |
| ------ | ------------------ | ---- |
| 1      | Alain Prost        | 81   |
| 2      | Damon Hill         | 58   |
| 3      | Ayrton Senna       | 53   |
| 4      | Michael Schumacher | 42   |
| 5      | Riccardo Patrese   | 20   |

Pohár konstruktérů
| Pořadí | Konstruktér      | Body |
| ------ | ---------------- | ---- |
| 1      | Williams-Renault | 139  |
| 2      | Benetton-Ford    | 62   |
| 3      | McLaren-Ford     | 60   |
| 4      | Ligier-Renault   | 21   |
| 5      | Ferrari          | 20   |